# Рекемчук, Александр Евсеевич
Алекса́ндр Евсе́евич Рекемчу́к (25 декабря 1927, Одесса — 6 июля 2017, Москва) — советский и российский писатель и сценарист. В советское время был журналистом и писателем, состоял в редколлегиях журналов «Новый мир», «Знамя» и др. Затем профессор (с 1988 года), преподавал в Литературном институте имени А. М. Горького на кафедре литературного мастерства. Заслуженный работник высшей школы Российской Федерации (2004).

## Биография
Александр Рекемчук родился в Одессе, детство провёл в Харькове. Его отец, журналист Евсевий Тимофеевич Рекемчук, уроженец Аккермана, участник Первой мировой и Гражданской войн; в 1926 году возвратился в СССР из оккупированной Румынией Бессарабии, был арестован по обвинению в шпионаже в пользу Румынии (т. н. «румынская операция») и расстрелян 11 октября 1937 года в Тирасполе. Рекемчук-младший воспитывался матерью, Лидией Андреевной Приходько. Л. А. Приходько была актрисой, снималась в фильмах немого кино. После развода в 1933 с отцом Александра вышла замуж за австрийского политэмигранта, участника гражданской войны в Испании Ганса Нидерле.
В 1946 году окончил артиллерийское училище, в 1952 году заочно окончил Литературный институт. Член ВКП(б) с 1948 года. В 1947—1959 годах работал журналистом на севере, потом перешёл к литературной деятельности. 16 марта 1955 года организовал литературное объединение г. Ухты. Был его первым руководителем. В 1963 году переехал в Москву.
С 1964 года по 1967 год — главный редактор киностудии «Мосфильм». При нём дебютировали в кино такие режиссёры, как Андрей Смирнов, Лариса Шепитько. Читал авторский текст за кадром в фильме С. Самсонова «Арена» (1967)
С 1970 года — член правления СП РСФСР, с 1971 — СП СССР. C 1975 года руководил творческим семинаром кафедры «Литературного мастерства» Литературного института.
Дебютировал Рекемчук в 1937 году (в 10 лет) как поэт. Особенно успешной его писательская деятельность стала в конце 60-х годов. Самые известные повести и рассказы: «Мальчики», «36 и 6», «Хлопоты». В 2006 году опубликована его книга «Мамонты» — эпическое произведение о судьбах людей своего семейного рода.
Рекемчук писал легко, рельефность отдельных сцен, очевидно, связана с его опытом работы для кино, он без напряжения увязывает различные сюжетные линии.
Также являлся президентом издательского дома «ПиК».
Под его именем издано более двухсот книг на русском, английском, французском, немецком, польском и других языках мира. По его произведениям и оригинальным сценариям выпущено одиннадцать художественных фильмов.
В 1993 году подписал «Письмо 42-х».
Умер в Москве 6 июля 2017 года после продолжительной болезни. Похоронен на Хованском кладбище.

## Семья
- Единокровная сестра (от первого брака отца с Анной Христофоровной Чинаровой) — Тамара Чинарова-Финч (1919, Четатя-Албэ — 2017, Малага), балерина, жила в Париже и с 1948 года в Лондоне, в 1943—1959 годах была замужем за актёром Питером Финчем[7].
- Был женат на Луизе Павловне Рекемчук, с которой прожил всю жизнь и имел общих детей.
- Дети: Людмила Александровна Рекемчук, Андрей Александрович Рекемчук.

## Сочинения
- 1956 — «Стужа» (сборник рассказов).
- 1958 — «Берега». — Сыктывкар.
- 1959 — «Время летних отпусков». // Роман-газета. — М.: Гослитиздат, 1959. — № 22 (202). Повести и рассказы. — Л. (То же. М., «Современник», 1986).
- 1962 — «Молодо-зелено» // Роман-газета. — М.: Гослитиздат, 1962. — № 6 (258).
- 1965 — «Товарищ Ганс». Повесть. — М. (автобиографическая повесть о харьковском мальчике и его отчиме, австрийце-коммунисте)
- 1968 — «Скудный материк». Роман. Сыктывкар (производственный роман)
- 1970 — «Мальчики». Роман. (Переиздано в 2001 году. — М.: «Олимп»; «АСТ»)
- 1971 — «Дочкина свадьба»
- 1976 — «Хлопоты»
- 1977 — «Исток и устье»
- 1977 — «Избранные произведения» в 2 тт. — М. (предисловие В. Саватеева)
- 1979 — «Нежный возраст». Роман. — М. (о возмужании подростка в военное время)
- 1982 — «Избранное». — М.
- 1984 — «Тридцать шесть и шесть». Роман. — М., также 1987 год, (о студенте, направленном в 1947 году на Север собирать фольклор)
- 1986 — «Старое русло Клязьмы». Рассказы, повесть, роман. — М.: «Советский писатель».
- 2001 — «Знаки времени» (включена повесть «Железное поле»). — М.: Издательство «МИК», 2001. — ISBN 5-87902-104-1. Автобиографическое эссе, роман «Нежный возраст» и повесть «Железное поле», написанная в 1985 году, раньше не издававшаяся
- 2003 — Пир в Одессе после холеры. — М.: Издательство «МИК», 2003. — ISBN 5-87902-025-8.
- 2003 — Кавалеры меняют дам. — М.: Издательство «МИК», 2003. — ISBN 5-87902-025-8.
- 2006 — Мамонты. — М.: Издательство «МИК», 2006. — ISBN 5-87902-045-2. Главная книга писателя, эпическое произведение, изображающее судьбы людей одного семейного рода, попавших в трагический круговорот событий XX века.
- 2012 — Танец маленьких лебедей.

## Сценарии
- 1960 — «Время летних отпусков», Мосфильм, реж. Константин Воинов
- 1962 — «Молодо-зелено», Мосфильм, реж. Константин Воинов
- 1965 — «Они не пройдут», Мосфильм, реж. Зигфрид Кюн
- 1968 — «Евгений Урбанский», Мосфильм, реж. Екатерина Сташевская
- 1971 — «Мальчики», Мосфильм, реж. Екатерина Сташевская
- 1973 — «Берега», Мосфильм, реж. Екатерина Сташевская
- 1974 — «Как тысяча солнц», ДЕФА (ГДР), реж. Лотар Дютомбе
- 1983 — «Нежный возраст», Киностудия им. Горького, реж. Валерий Исаков
- 1986 — «Железное поле», Свердловская киностудия, реж. Ярополк Лапшин

Режиссёры и годы указаны по изданию — Кинословарь, 1986 г.

## О творчестве Александра Рекемчука
- Горчаков Г. Две повести Александра Рекемчука: критическая статья, опубликованная в далёком августе 1960-го. — М.
- Тевекелян Д. Исток и устье. О прозе Александра Рекемчука // Литературная газета. — 1969. — 4 июня.
- Чугунова Н. Ю. Языковая структура образа рассказчика в жанре non-fiction (На материале автобиографической прозы А. Рекемчука): Автореферат диссертации на соискание учёной степени кандидата филологических наук. — Специальность 10.02.01 — русский язык. — Улан-Удэ, 2011.[8]
- Чугунова Н. Ю. Композиционно-языковое своеобразие прозы non-fiction (на материале романов А. Рекемчука «Мамонты» и «Пир в Одессе после холеры») // Гуманитарный вектор: журнал. — 2010. — № 2(22).
- Чугунова Н. Ю. Приёмы архитектоники как элемент стиля текста жанра non-fiction (на материале автобиографических романов А. Рекемчука) // Гуманитарный вектор: журнал. — 2010. — № 3(26).
- Чугунова Н. Ю. Языковая структура образа рассказчика в тексте жанра non-fiction (на материале автобиографических романов А. Рекемчука) // Учёные записки Забайкальского государственного гуманитарно-педагогического университета имени Н. Г. Чернышевского. — Серия «Филология, история, востоковедение». — 2010. — № 3(32).

## О нём
- Сегодня юбилей отмечает писатель Александр Рекемчук // Телеканал «Культура». — 2012. — 25 декабря.
- Альберт Болдырев, Валерий Туркин. Эпоха Рекемчука // Красное Знамя. — Коми, 2010. — 23 декабря.

## Награды и звания
- Орден Дружбы (29 декабря 1997 года) — за большой вклад в развитие отечественной литературы[9]
- Два ордена Трудового Красного Знамени (1976, 1984)[10]
- Орден «Знак Почёта» (1984)
- Медали
- Почётное звание «Заслуженный работник высшей школы Российской Федерации» (15 января 2004 года) — за заслуги в научной работе, значительный вклад в дело подготовки высококвалифицированных специалистов[11]